# Oslany
Oslany (em húngaro: Oszlány) é um município da Eslováquia, situado no distrito de Prievidza, na região de Trenčín. Tem 25,15 km² de área e sua população em 2018 foi estimada em 2.362 habitantes.

## Demografia
| Ano:        | 1994 | 2004   | 2014   | 2024   |
| ----------- | ---- | ------ | ------ | ------ |
| Broj ljudi: | 2130 | 2224   | 2403   | 2399   |
| Razlika:    |      | +4,41% | +8,04% | -0,16% |

| Ano:               | 2023 | 2024   |
| ------------------ | ---- | ------ |
| Número de pessoas: | 2390 | 2399   |
| Diferença:         |      | +0,37% |